# Kevin Trudeau
Pour les articles homonymes, voir Trudeau.
Kevin Trudeau, né le 6 février 1963, est un essayiste canadien auteur de nombreux livres à succès dans le domaine des régimes alimentaires et des médecines alternatives.

## Biographie
Trudeau a produit et est apparu dans une série d'émissions d'infopublicités télévisées de fin de soirée à travers l'Amérique du Nord où il a fait la promotion d'une gamme de produits, notamment des aides à la santé, des compléments alimentaires (comme le calcium de corail), des remèdes contre la calvitie ou le cancer, des traitements de la toxicomanie, des cours d'amélioration de la mémoire, des programmes d'amélioration de la lecture et des stratégies d'investissement immobilier. 

## Condamnations
La Federal Trade Commission a pris des mesures réglementaires contre Trudeau, alléguant que ses émissions contenaient des allégations non fondées et des fausses déclarations. En 1998, il a été condamné à une amende. En 2004, il a réglé une action pour outrage au tribunal découlant des mêmes affaires en acceptant un règlement qui comprenait à la fois le paiement d'une amende de 2 millions de dollars et l'interdiction d'utiliser davantage d'infopublicités pour promouvoir tout produit autre que les publications protégées par le Premier amendement,. En 2011, il est condamné à verser 37,6 million de dollars pour ne pas avoir respecté l'interdiction de 2004. En 2014, il est condamné à 10 ans de prison pour outrage en n'ayant pas respecté l'interdiction et continué d'utiliser des infopublicités mensongères.

## Thèses
Dans son livre Natural Cures "They" Don't Want You to Know About, Kevin Trudeau propose des remèdes naturels pour des maladies graves telles que le cancer, l'herpès, l'arthrite, le sida, les reflux gastro-œsophagien, diverses phobies, la dépression, l'obésité, le diabète sucré, la sclérose en plaques, le lupus érythémateux disséminé, le syndrome de fatigue chronique, le trouble du déficit de l'attention avec ou sans hyperactivité et la dystrophie musculaire de Duchenne, affirmant que ces remèdes sont tous délibérément cachés et supprimés d'accès au public par la Food and Drug Administration, la Federal Trade Commission, et la plupart des entreprises de l'alimentation et du médicament, se positionnant ainsi dans la théorie du complot de Big Pharma.

## Publications
- More Natural "Cures" Revealed
- The Weight Loss Cure "They" Don't Want You To Know About
- The Debt Cure 'They' Don't Want You To Know About
- Your wish is your command